# Cléa Martinez
Pour les articles homonymes, voir Martinez.
Cléa Martinez, née le 3 mai 1995, est une skieuse de vitesse française.

## Biographie
Elle est originaire de Lourdes. Sa mère est monitrice de ski et sa famille est très impliquée dans le ski de vitesse. Sa sœur  Célia a pris à 2 reprises la 2e place du classement général de la Coupe du monde  et son frère Tom fait partie de l'équipe de France.
Elle commence le ski de vitesse dès l'âge de sept ans. En 2008, elle devient championne de France des benjamines (moins de 13 ans).  En 2011, âgée seulement de 16 ans, elle remporte le titre de championne de France Juniors SDH (Speed down hill), et elle devient vice-championne du monde Juniors à Verbier. Elle intègre alors l'équipe de France Juniors. En 2012, elle est de nouveau championne de France Juniors et elle prend la 3e place de la Coupe du monde Juniors SDH. En 2015, elle redevient vice-championne du monde Juniors, à Grandvalira. Elle rejoint le groupe A de l'équipe de France à partir de la saison 2015-2016. En 2016, elle remporte la Coupe du monde Juniors SDH devant Britta Backlund. L'année suivante, en 2017, elle est sacrée Championne du monde de la catégorie SDH à Idrefjäll et elle remporte la Coupe du monde SDH. 
Elle passe à la catégorie reine S1 (Speed One) à partir de la saison 2017-2018. Dès sa première participation à la Coupe du monde S1, elle prend la 4e place du classement général 2018. En 2019 et 2020, elle se classe 5e et 6e de cette Coupe du monde. En 2019, elle est aussi championne de France (S1) à Villard-de-Lans.
Fin janvier 2022, à Vars elle est vice-championne de France S1. Trois jours plus tard sur la même piste, elle monte pour la première fois sur le podium des Championnats du monde, en prenant une remarquable seconde place derrière la triple championne du monde, l'italienne Valentina Greggio, mais en devançant la championne du monde en titre la suédoise Britta Backlund.
En Coupe du monde 2022, elle réussit 6 podiums (sur 7 courses), qui lui donnent une très bonne 3e place du classement général, son meilleur classement à ce jour.
En 2023, elle confirme ses performances de l'année passée en prenant à nouveau la 3e place du classement général de la coupe du monde avec 6 podiums en 6 courses (6 troisièmes places). En mars, à l'occasion des championnats du monde à Vars où elle se classe 3e, elle pulvérise son record du monde personnel avec une vitesse de 234,78 km/h (8e meilleure femme de tous les temps).
En 2024, elle est à nouveau vice-championne du monde à Vars et elle obtient son meilleur classement en coupe du monde en prenant la seconde place du classement général.
En 2025, elle confirme la seconde place au classement général de la coupe du monde en réalisant 6 obtenant places en 7 épreuves et à Vars elle monte pour la quatrième fois consécutive sur le podium des championnats du monde en se classant troisième.

Elle est diplômée ingénieur de l'école Ensimag et a enchaîné avec une thèse au laboratoire G-Scop,.

## Palmarès

### S1

#### Championnats du monde S1
| Édition            | Classement |
| ------------------ | ---------- |
| Mondiaux 2019 Vars | 6e         |
| Mondiaux 2022 Vars | Argent     |
| Mondiaux 2023 Vars | Bronze     |
| Mondiaux 2024 Vars | Argent     |
| Mondiaux 2025 Vars | Bronze     |

#### Coupe du monde S1
- Meilleur classement général : 2e en 2024 et en 2025
- Meilleur résultat sur une épreuve : 2e à Idrefjäll en mars 2022, 2 fois 2e à Vars en janvier 2024 et 2e à Vars en mars 2024, 2 fois 2e à Salla en janvier 2025, 2e à Vars en janvier 2025, 3 fois 2e à Vars en mars 2025

| Saison | Classement | Points |
| ------ | ---------- | ------ |
| 2018   | 4e         | 360    |
| 2019   | 5e         | 225    |
| 2020   | 6e         | 255    |
| 2022   | 3e         | 425    |
| 2023   | 3e         | 350    |
| 2024   | 2e         | 170    |
| 2025   | 2e         | 520    |

#### Championnats de France S1
| Édition              | Classement |
| -------------------- | ---------- |
| 2018 Grandvalira     | Argent     |
| 2019 Villard-de-Lans | Or         |
| 2022 Vars            | Argent     |
| 2023 Gavarnie-Gèdre  | Or         |

### SDH

#### Championnats du monde SDH
| Édition                 | Classement |
| ----------------------- | ---------- |
| Mondiaux 2017 Idrefjäll | Or         |

#### Coupe du monde SDH
| Saison | Classement | Points |
| ------ | ---------- | ------ |
| 2017   | 1re        | 400    |

### Juniors SDH

#### Championnats du monde juniors SDH
| Édition                   | Classement |
| ------------------------- | ---------- |
| Mondiaux 2011 Verbier     | Argent     |
| Mondiaux 2015 Grandvalira | Argent     |

#### Coupe du monde Juniors SDH
| Saison | Classement | Points |
| ------ | ---------- | ------ |
| 2012   | 3e         | 195    |
| 2016   | 1re        | 420    |

### Record personnel
- S1 : 234,78 km/h en mars 2023 à Vars (Championnats du monde)
- SDH : 196,185 km/h en mars 2016 à Vars (Speed Masters)